# Umgangsrecht (Deutschland)
Umgangsrecht ist ein Begriff des Familienrechts. Er beschreibt den Anspruch auf Umgang eines minderjährigen Kindes mit seinen Eltern und jedes Elternteils mit dem Kind, in besonders gelagerten Fällen auch das Recht Dritter auf Umgang mit dem Kind beziehungsweise des Kindes mit Dritten. Maßgeblich sind hier Art. 6 Grundgesetz und Art. 8 EMRK.
Das Umgangsrecht ist in Deutschland im Zusammenhang mit der elterlichen Sorge (Sorgerecht) im BGB geregelt, ist aber begrifflich von ihr zu trennen. Jedes Kind hat ein Recht auf Umgang auch mit einem nicht sorgeberechtigten Elternteil. Auch einem Elternteil ohne Sorgerecht steht das Recht auf Umgang zu.
Das Familiengericht kann über den Umfang des Umgangsrechts entscheiden und seine Ausübung, auch gegenüber Dritten, näher regeln (§ 1684 Abs. 3 BGB). Verfahren um Umgang werden unabhängig von der Inhaberschaft der elterlichen Sorge geführt und werden als Akt der freiwilligen Gerichtsbarkeit vor dem Familiengericht geführt.
Ein Anspruch auf Beratung und Unterstützung durch das Jugendamt hinsichtlich der Ausübung des Umgangsrechts ist in § 18 Abs. 3 SGB VIII festgelegt. In der Praxis ist bewährt, dass die Eltern zunächst miteinander eine Einigung zu finden versuchen, bei einem Misserfolg dann die Beratung des Jugendamts suchen und bei deren Scheitern notfalls das Gericht angerufen wird.

## Umgang zwischen Kind und Elternteilen in Trennungsfamilien
Im Verhältnis zwischen Kindern und Eltern erlangt das Umgangsrecht dann praktische Bedeutung, wenn die Eltern voneinander getrennt leben oder wenn das Kind ausnahmsweise weder bei der Mutter noch beim Vater lebt.
Ausgangspunkt der Regelung ist der in § 1626 Abs. 3 BGB ausdrücklich niedergelegte Grundgedanke, dass das Kind zu seiner ungestörten Entwicklung des regelmäßigen Umgangs mit beiden Elternteilen bedarf. Diese allgemeine Regelung führt zu der konkreten Normierung eines Umgangsrechts in § 1684 Abs. 1 BGB: Das Kind hat das Recht auf Umgang mit jedem Elternteil; jeder Elternteil ist zum Umgang mit dem Kind verpflichtet und berechtigt.
Im Falle der Trennung der Eltern folgt aus dieser expliziten Regelung die Pflicht für denjenigen Elternteil, bei dem das Kind seinen gewöhnlichen Aufenthalt hat, den Umgang mit dem anderen Elternteil zu ermöglichen, zu fördern und jede Störung zu unterlassen. Umgekehrt hat der andere Elternteil nicht nur das Recht auf Umgang, sondern auch eine Pflicht hierzu. Mit der Novelle des Kindschaftsrechts von 1998 wurde im BGB die Pflicht, die zuvor an zweiter Stelle stand, dem Recht vorangestellt.

### Das Umgangsrecht des nicht mit dem Kind zusammen wohnenden Elternteils
Getrennt lebende Eltern sind grundsätzlich frei darin, einvernehmlich einen Umgangsmodus festzulegen. Dieser ist individuell an die jeweils gegebene Lebenssituation anzupassen, unter Berücksichtigung von Arbeitszeiten und -orten sowie Schulzeiten und -orten. Der Umgang muss nicht zwingend an Wochenenden erfolgen. Auch besteht seitens des betreuenden Elternteils kein Recht auf sogenannte kinderfreie Wochenenden, wie fälschlicherweise oft angenommen wird. Da bei der Ausübung des Umgangs in erster Linie das Recht des Kindes auf Umgang mit dem umgangsberechtigten Elternteil sowie das Recht dieses Elternteils auf Umgang mit seinem Kind im Vordergrund stehen, ist während des Umgangs auch die Betreuung des Kindes in der Regel vom Elternteil persönlich zu übernehmen. Betreuung durch Dritte ist im Ausnahmefall zulässig, bei regelmäßigem Bedarf ist jedoch die Umgangsregelung dementsprechend dahin anzupassen, dass das Kind stattdessen vom betreuenden Elternteil versorgt wird. Dies kann beispielsweise bei regelmäßig auftretenden späten Arbeitszeiten der Fall sein, die mit der Kindesübergabe zum Wochenende hin an Freitagabenden kollidieren. In diesen Fällen kann eine Übergabe am Samstagvormittag je nach Fallgestaltung einer Fremdbetreuung am Freitagabend vorzuziehen sein.
Falls es über die Ausgestaltung des Umgangs zu keiner Einigung zwischen den Eltern kommt, ggf. trotz Beratung und Vermittlung durch das Jugendamt, kann das Familiengericht angerufen werden, das den Umgang verbindlich zu regeln hat. Dies kann insbesondere im Fall der Umgangsverweigerung notwendig werden.
Die konkrete Ausgestaltung der Umgangsregelung ist nach den Umständen des Einzelfalles unter Abwägung der konkreten Verhältnisse vorzunehmen. Maßstab für die Findung der konkreten Umgangsregelung ist, wie bei allen Kindschaftssachen, das Kindeswohl. Hieraus folgt auch, dass es in Ausnahmefällen möglich ist, den Umgang eines Elternteils mit dem Kinde gänzlich zu unterbinden, wenn das Wohl des Kindes dies gebietet (Fälle der Kindesmisshandlung oder ähnliches).
Der betreuende Elternteil soll die Umgangskontakte mit dem anderen Elternteil nicht nur zulassen, sondern den Kontakt positiv fördern (OLG Saarbrücken, 8. Oktober 2012, Az. 6 WF 381/12), was seit 2014 als Bindungsfürsorge bezeichnet wird.
Ein Anspruch des Umgangselternteils (der rechtlich selbstverständlich weiterhin als Elternteil gilt) auf Auskunft über die persönlichen Verhältnisse des Kindes ergibt sich je nach Falllage aus § 1686 BGB.
Nach einem Urteil des Europäischen Gerichtshofes für Menschenrechte (Fall Anayo) legte die deutsche Bundesregierung im Oktober 2012 einen Gesetzentwurf vor, wonach auch der nur biologische Vater ein Umgangsrecht erhält, soweit dies dem Kindeswohl dient. Dies ist nach Ansicht des Bundesgerichtshofes wenigstens dann in der Regel anzunehmen, wenn zwischen Kind und Vater eine gewachsene Bindung durch zeitweise gemeinsamen Wohnsitz bestanden habe. Dem leiblichen Vater, dessen Kind mit den rechtlichen Eltern in einer (intakten) sozialen Familie lebt und der zu seinem Kind (bisher noch) keine enge persönliche Beziehung aufbauen konnte, ist nunmehr unter bestimmten Voraussetzungen ein Umgangs- und Auskunftsrecht einzuräumen.

### Umgang mit Kindern bei Pflegepersonen und in Einrichtungen
Wenn sich das Kind in der Obhut einer anderen Person befindet, ist alles zu unterlassen, was das Verhältnis des Kindes zum jeweils anderen Elternteil beeinträchtigt oder die Erziehung erschwert (§ 1684 Abs. 2 BGB).

### Gerichtliches Verfahren
Im gerichtlichen Verfahren sind zu hören:
- das Kind (§ 159 FamFG); ggf. ist ein Verfahrensbeistand (früher: Verfahrenspfleger; Anwalt des Kindes) gem. § 158 FamFG zu bestellen;
- die Eltern (§ 160 FamFG)
- ggf. die Pflegeperson, wenn das Kind dort seit längerer Zeit lebt (§ 161 FamFG)
- ggf. der Ergänzungspfleger bzw. Vormund
- das Jugendamt (§ 162 FamFG).

Häufige Gerichtspraxis ist die Regelung, dass das Kind jedes zweite Wochenende bei demjenigen Elternteil verbringen sollte, bei dem es nicht lebt, und mit diesem in den Schulferien einen längeren Zeitraum gemeinsam zusammen sein soll. Bei sehr jungen Kindern und auch dann, wenn die Eltern in großer räumlicher Entfernung voneinander leben, kann aber ein Abweichen von dieser Regelung geboten sein.
Der umgangsberechtigte Elternteil muss das Kind grundsätzlich auf seine Kosten abholen, zurückbringen und verköstigen. Im Einzelfall können abweichende Vereinbarungen im Rahmen eines gerichtlichen Umgangsverfahrens getroffen werden.
Die fehlende Bereitschaft eines Elternteils, die Bindung des Kindes an den anderen Elternteil zu akzeptieren, stellt ein Defizit dar, welches die Erziehungsfähigkeit des Betroffenen in Frage stellen kann. Sind beide Elternteile zur Übernahme der elterlichen Sorge bereit und in der Lage und besteht lediglich bei einem Elternteil die Tendenz, das Umgangsrecht zu beeinträchtigen, kann dies zu einer ihm ungünstigen Sorgerechtsregelung Anlass geben.
Beim Cochemer Modell wird das gerichtliche Verfahren zunächst ausgesetzt und eine Lösung per außergerichtlicher Vereinbarung gesucht, die durch intensive Vernetzung unterstützt werden soll. Damit soll unter anderem der häufig zu beobachtenden Tendenz entgegengewirkt werden, dass der ohnehin vorhandene Elternkonflikt durch engagierten anwaltlichen Schriftwechsel noch zusätzlich angeheizt wird.
Das Umgangsbestimmungsrecht ist begrifflich klar vom Aufenthaltsbestimmungsrecht zu unterscheiden; das Aufenthaltsbestimmungsrecht gibt einem Elternteil keinerlei Befugnis zu einseitigen Umgansgregelungen.

### Kosten des Umgangs
Der Umgang hat in der Regel ausschließlich auf Kosten des umgangsberechtigten Elternteils zu erfolgen. Allerdings ist der jeweils andere Elternteil verpflichtet, auf die Vermögenslage des umgangsberechtigten Elternteils Rücksicht zu nehmen. Andernfalls droht ein zivilrechtlicher Schadensersatzanspruch aus Pflichtverletzung nach § 280 Abs. 1 BGB.
Darüber hinaus ist es Aufgabe des Familiengerichtes, insbesondere die sich aus Art. 6 GG ergebenden Rechte beider Elternteile in Übereinstimmung zu bringen. Hieraus kann für den Elternteil, bei dem das Kind ständig lebt, die Pflicht abgeleitet werden, sich an den Kosten für den Umgang in angemessener Weise zu beteiligen (z. B. das Kind zum Bahnhof oder zum Flughafen zu bringen), so das Bundesverfassungsgericht 2002 (Beschluss vom 5. Februar 2002, Az. 1 BvR 2029/00).
Die durch den Umgang entstehenden Kosten (Fahrtkosten, Kosten der Verpflegung und der Unterbringung des Kindes) können bei der Berechnung des Unterhalts nur dann vom Einkommen abgezogen werden, wenn sie überdurchschnittlich hoch sind, etwa weil der andere Elternteil mit dem Kind weit weggezogen ist. Abzugsfähig sind die reinen Mehrkosten, also die Kosten der Fahrkarte oder die Benzinkosten, aber nicht die Kilometerpauschale.
Dagegen führen die Kosten der Versorgung des Kindes während seines Aufenthaltes beim umgangsberechtigten Elternteil nicht zu einer Verringerung seiner Unterhaltspflicht. Dass Umgangsaufenthalte stattfinden, ist in den Sätzen der Düsseldorfer Tabelle bereits eingerechnet.

### Empfänger von Leistung gemäß SGB II (ALG 2)
Bezog der umgangsberechtigte Elternteil Leistungen nach dem SGB II, umgangssprachlich Arbeitslosengeld II (ALG II) oder „Hartz IV“, konnte er vom Jobcenter einen Zuschuss zu den Kosten des Umgangs erhalten (Verwaltungsgericht Schleswig, Urteil vom 13. Juni 2002, Az. 10 A 37/01 (NJW 2003, 79).
Mit einer Neuregelung von 2011 fanden Anpassungen statt; wirksam rückwirkend zum Januar 2011. Für das Umgangswochenende hat das Kind für alle Tage mit mehr als 12 Stunden Zusammensein Anspruch auf anteiliges Sozialgeld. Der Regelsatz für ein 6 Jahre altes Kind liegt bei 251 EUR pro Monat, somit beträgt die Höhe des Anspruchs für die Umgangszeit (Regelsatz geteilt durch 30 Tage, für alle Monate) 8,37 EUR pro Tag.
Bei der Berechnung der Angemessenheit der Wohnfläche sind Kinder, die sich nicht ausschließlich, aber regelmäßig an den Wochenenden und während der Ferien im elterlichen Haushalt aufhalten, zu berücksichtigen.

### Das Umgangsrecht des Kindes

#### Recht auf Umgang mit jedem Elternteil
Erheblich seltener und noch nicht geklärt ist die Frage nach der Durchsetzung des Rechts des Kindes auf Umgang mit dem anderen Elternteil, wenn dieser sich seiner Elternrolle entziehen will, also zu einem regelmäßigen Umgang mit dem Kind nicht bereit ist.
Zwar ist der Anspruch des Kindes nach dem Wortlaut des § 1684 Abs. 1 BGB nicht zweifelhaft, seine Durchsetzbarkeit wird indes mit gewichtigen Argumenten bestritten. Auch hier wäre die konkrete Ausgestaltung der Umgangsregelung nach den objektiven Bedürfnissen des Kindes zu finden.
Ob der Umgang mit einem unwilligen Elternteil tatsächlich im Interesse des Kindes liegt, ist zweifelhaft. Eine unregelmäßige und vor allem unzuverlässige Ausübung des Umgangsrechts durch einen Elternteil kann für das Kind mit erheblichen Enttäuschungen verbunden sein, die unter Umständen größeren Schaden anrichten als ihn eine Einstellung des Umgangs mit sich bringt.
Zweifelhaft ist weiterhin, ob der Umgang gegen den umgangspflichtigen Elternteil durch Verhängung von Zwangsgeld erzwungen werden kann. Das Oberlandesgericht Nürnberg hat die Möglichkeit einer gerichtlichen Erzwingung des Umgangsanspruchs verneint, während die Oberlandesgerichte Köln und Celle die Möglichkeit eines familiengerichtlichen Verfahrens zur Durchsetzung des Umgangsrechts des Kindes gegen die Eltern bejaht haben.
Das Bundesverfassungsgericht entschied 2008, dass ein Umgang nicht durch Zwangsgeld erzwungen werden könne (Entscheidung des Bundesverfassungsgerichts vom 1. April 2008, AZ 1 BvR 1620/04): „Es ist einem Elternteil zumutbar, zum Umgang mit seinem Kind verpflichtet zu werden, wenn dies dem Kindeswohl dient. (...) Der durch die Zwangsmittelandrohung bewirkte Eingriff in das Grundrecht des Elternteils auf Schutz der Persönlichkeit ist insoweit nicht gerechtfertigt, es sei denn, es gibt im Einzelfall hinreichende Anhaltspunkte, die darauf schließen lassen, dass ein erzwungener Umgang dem Kindeswohl dienen wird.“

#### Wohlverhaltenspflicht der Eltern gegenüber dem Kind
§ 1684 Abs. 2 BGB verpflichtet die Eltern zu einem wechselseitig loyalen Verhalten bei der Ausübung des Umgangsrechts. Die Eltern sollen alles unterlassen, was das Verhältnis des Kindes zum anderen Elternteil beeinträchtigen oder die Kindeserziehung als solche erschweren könnte.

##### Inhalt
Für einen Verstoß gegen das Wohlverhaltensgebot im Familienbereich kann es ausreichen, wenn die Mutter dem achtjährigen Kind freistellt, ob es den Umgang mit dem Vater wahrnehmen will.
Probleme zwischen den Eltern dürfen kein Grund sein, den Kontakt des Kindes mit einem Elternteil zu verhindern, sondern verlangen ihnen Anstrengung ab, um die Schwierigkeiten zu meistern.
Das Wohlverhaltensgebot wird weiter dahingehend ausgelegt, dass der Sorgeberechtigte auf das Kind einwirken soll, um mögliche Widerstände gegen den anderen Elternteil zu überwinden und eine positive Einstellung zu erzielen.
Die Verantwortung des sorgeberechtigten Elternteils für die seelische Gesundheit des Kindes gibt ihm nicht die Befugnis, allein zu entscheiden, ob ein Umgang mit dem anderen Teil möglich ist. Weder Vater noch Mutter haben das Recht, das Kind gerade in dem Konflikt zu instrumentalisieren, der zum Scheitern der Lebensgemeinschaft geführt hat.

##### Hintergrund
Häufig leben Kinder nicht bei ihren Eltern oder nur bei einem Elternteil, worin das Gesetz bereits eine mögliche Störung im Eltern-Kind-Verhältnis erblickt. Der Gesetzgeber geht davon aus, dass der mangelnde Kontakt das Kind von den Eltern entfremden kann. Aus diesem Grund fordert § 1626 Abs. 3 Satz 1 BGB, „dass zum Wohle des Kindes… der Umgang mit beiden Elternteilen“ gehöre, ein Grundsatz, zu dem das Umgangsrecht des Kindes mit beiden Eltern gem. 1684 Abs. 1 BGB und deren Pflicht sowie Recht korrespondiert, Umgang mit dem Kind zu pflegen.
Die Beziehung zwischen Kindern und getrennt lebenden Eltern ist dann kinderfreundlich, wenn die Eltern sich auf ein sinnvolles Arrangement einigen, das den Neigungen des Kindes und des umgangssuchenden Elternteils in möglichst harmonischer Weise entgegenkommt. Ein Streit über den Umgang kann sich auf das Kind äußerst negativ auswirken und ihm schaden. Ein Grund für die Differenzen liegt häufig in dem unterschwelligen Misstrauen des obhutführenden Teils, der andere könne ihm das Kind entfremden oder beabsichtigen, das Sorgerecht zu ändern. Um das Kind zu schonen, wird den Eltern die Wohlverhaltenspflicht auferlegt.

## Umgang zwischen Dritten und dem Kind
§ 1685 BGB sieht ein Recht auf Umgang mit dem Kind für Großeltern und Geschwister vor, wenn dies dem Wohl des Kindes dient. Ehegatten oder frühere Ehegatten eines Elternteils sowie Lebenspartner oder frühere Lebenspartner eines Elternteils haben ebenfalls ein Recht auf Umgang mit dem Kind, wenn sie längere Zeit in häuslicher Gemeinschaft gelebt haben, ferner gilt dies für Personen, bei denen das Kind in Familienpflege war. Ein eigenes Recht der Kinder auf Umgang mit ihren Großeltern und Geschwistern ist nicht festgeschrieben, war jedoch im Koalitionsvertrag für die 20. Legislaturperiode vorgesehen.
Da eine § 1626 Abs. 3 BGB vergleichbare Vorschrift für die in § 1685 BGB genannten Personen fehlt, geht der Gesetzgeber nicht davon aus, dass der Umgang mit Großeltern etc. ohne Weiteres in dem gleichen Maße im Interesse des Kindes liegt, wie dies bei den Eltern eines Kindes der Fall ist, sondern verlangt die Feststellung der positiven Wirkung des Umgangs im Einzelfall. Eine Verpflichtung der in § 1685 BGB genannten Personen zum Umgang mit dem Kind ist dem deutschen Recht fremd.
Andere Personen, zu denen das Kind Bindungen besitzt, genießen gemäß § 1626 Abs. 3 BGB in der Regel ein Umgangsrecht, wenn die Aufrechterhaltung der Bindung für die Entwicklung des Kindes förderlich ist.

### Umgang mit den Großeltern
Mit der Kindschaftsrechtsreform zum 1. Juli 1998 wurde gesetzlich ein Umgangsrecht von Großeltern mit den Enkelkindern normiert
in § 1685 BGB. Ein solches Umgangsrecht bestand bereits in fast allen europäischen Nachbarstaaten (Bundestagsdrucksache 13/4899, S. 44).
Zum Thema gibt es einige Entscheidungen höherer Gerichte:
- Besteht eine feste Bindung zwischen den Großeltern und den Enkelkindern, so steht den Großeltern nach § 1685 BGB ein Umgangsrecht zu, da dies dem Kindeswohl dient. Spannungen zwischen den Großeltern und den Eltern der Kinder sind dabei regelmäßig unerheblich (Oberlandesgericht Celle, Beschluss vom 22. April 1999, Az. 18 UF 4/99).[18]
- Spannungen zwischen Großeltern und Mutter des Kindes können eine Versagung des Umgangs bewirken (Oberlandesgericht Brandenburg, Beschluss vom 17. Mai 2010, Az. 10 UF 10/10.)[19]
- Bestehende schwere Differenzen zwischen Großeltern und Mutter des Kindes können eine Versagung des Umgangs bewirken (Oberlandesgericht Hamm, Beschluss vom 23. Juni 2000, Az. 11 UF 26/00).[20]
- Der Umgang der Großeltern mit dem Kind dient regelmäßig nicht seinem Wohl, wenn die – einen solchen Umgang ablehnenden – Eltern und die Großeltern so zerstritten sind, dass das Kind bei einem Umgang in einen Loyalitätskonflikt geriete.[21]

Beim Europäischen Gerichtshof in der Sache der tschechischen Großmutter Neli Valcheva gegen ihren griechischen Schwiegersohn Georgios Babanarakis ging es um die Zuständigkeiten im internationalen Recht (Europäischer Gerichtshof, Beschluss vom 31. Mai 2018, Az. C-335/17): „Der Begriff Umgangsrecht nach Art. 1 Abs. 2 Buchst. a sowie nach Art. 2 Nrn. 7 und 10 der Verordnung (EG) Nr. 2201/2003 vom 27. November 2003 über die Zuständigkeit und die Anerkennung und Vollstreckung von Entscheidungen in Ehesachen und in Verfahren betreffend die elterliche Verantwortung und zur Aufhebung der Verordnung (EG) Nr. 1347/2000 ist dahin auszulegen, dass er das Umgangsrecht der Großeltern mit ihren Enkelkindern umfasst.“

## Begleiteter Umgang
Bei gestörter Kommunikation zwischen den getrennt lebenden oder geschiedenen Eltern kann das Familiengericht einen begleiteten Umgang anordnen. Das betroffene Kind trifft dann den Elternteil, bei dem es nicht lebt, unter Aufsicht einer Begleitperson.
Hierfür hat eine Fachkommission im Auftrag des Bundesfamilienministeriums fachliche Standards entwickelt, die als Empfehlungen für die Praxis im Sommer 2007 verabschiedet und anschließend veröffentlicht wurden.

## Ordnungsmittel
Im Falle der Umgangsverweigerung kann ein Ordnungsgeld und ersatzweise auch Ordnungshaft verhängt werden. Dies betrifft sowohl den Elternteil, der das Kind zum gerichtlich festgelegten Umgangstermin nicht herausgibt, als auch den Elternteil, der das Kind zum gerichtlich festgelegten Umgangstermin nicht abholt bzw. es verspätet zurückbringt.
Das einzelne Ordnungsgeld darf den Betrag von 25.000 Euro nicht übersteigen.
Hingegen bilden Verstöße gegen das Umgangsrecht in aller Regel keinen Anspruchsgrund für ein Verlangen nach Schmerzensgeld oder nach materiellem Schadensersatz.